# José Joaquín de Churriguera
José Joaquín de Churriguera (Plasencia ou Madrid, 1674 — 1724) foi um arquiteto barroco espanhol, membro da famosa família Churriguera de arquitetos — o pai e três irmãos — cujo nome deu origem ao termo Churrigueresco, responsáveis por várias obras emblemátcias do barroco espanhol, como  edifícios emblemáticos e trabalhos de escultura, nomeadamente retábulos.
A atividade profissional de José Joaquín de Churriguera decorreu sobretudo em Salamanca, embora também tenha trabalhos dignos de relevo mas atuais províncias de província de Zamora, província de Leão e província de Cáceres. À data da sua morte deixou diversas obras inacabadas, como o coro da Catedral Nova de Salamanca, que seria continuada pelo seu irmão mais novo, Alberto.

## Obra

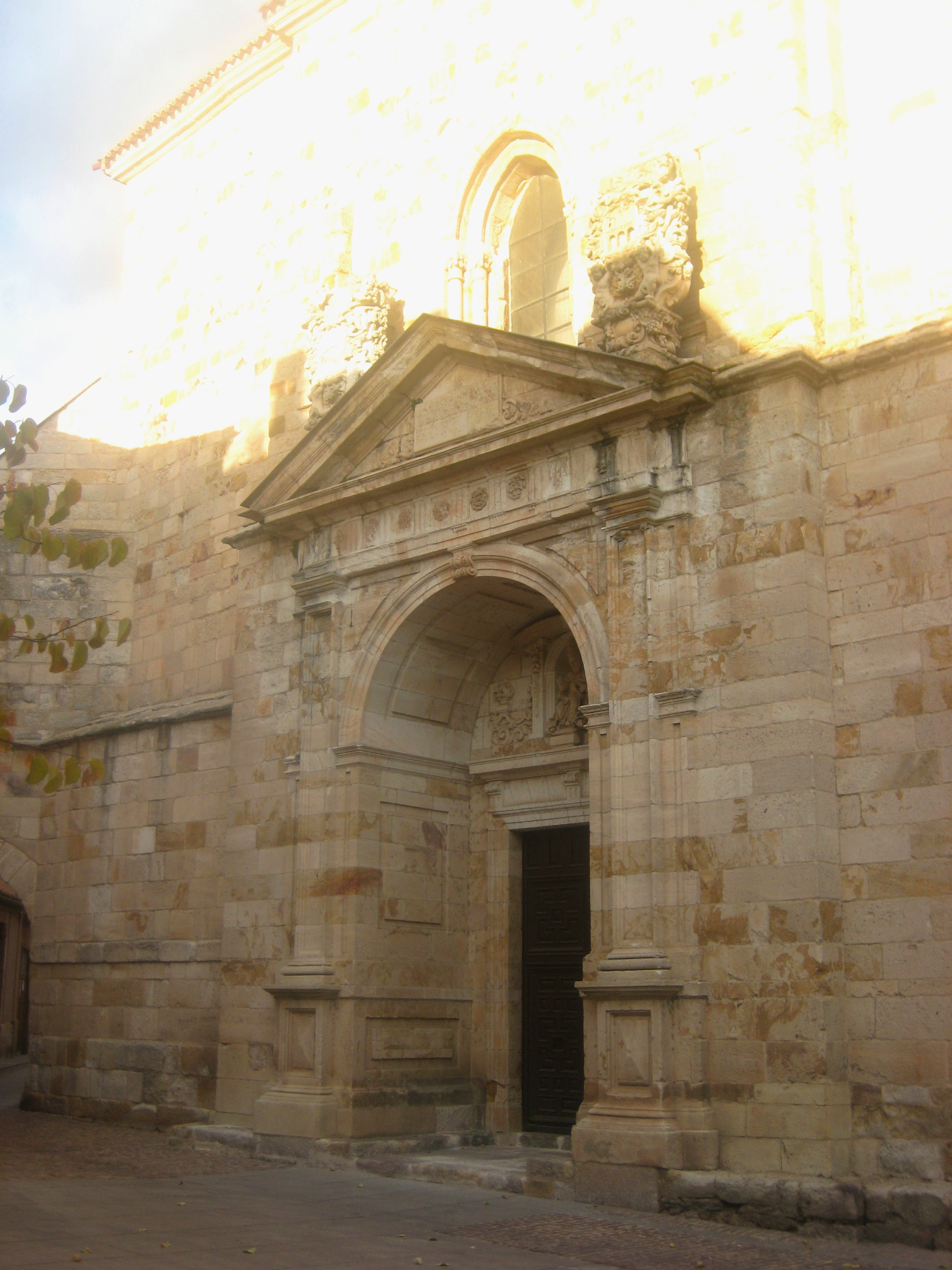
Porta ocidental da igreja de São Pedro e Santo Ildefonso, em Zamora, obra de José Joaquín de Churriguera.

Entre as suas obras mais importantes destaca-se a grande cúpula da Catedral Nova de Salamanca, iniciada em 1714, que atualmente só está parcialmente conservada, pois foi muito danificada aquando do Sismo de Lisboa de 1755.
Outra obra importante foi a hospedaria do Colégio Anaya, igualmente em Salamanca. A disposição das dependências em torno de um pátio, a sua construção recorda o Plateresco, relegando o barroco para a disposição de alguns elementos ornamentais.
Ainda em Salamanca, construiu o Colégio de Calatrava, cuja construção foi iniciada em 1717, novamente empregando elementos renascentistas inspirados na obra de Rodrigo Gil de Hontañón. Destaca-se a fachada nobre, flanqueada por duas torres ligeiramente avançadas nos extremos com a frente com pilastras entre as quais se abrem espaços decorados com frontões alternadamente retos e curvos.
Joaquín Churriguera interveio ainda em outras obras, como o encerramento do coro da Catedral Nova de Salamanca, a reforma da Capela da Vera Cruz e no retábulo maior do Convento de Santa Clara da mesma cidade. Em Zamora reformou a torre e construiu a porta ocidental da igreja de São Pedor e Santo Idelfonso. Na Catedral Nova de Plasencia intervem na remodelação da abside e no retábulo da Assunção da Virgem.

## Fonte
- «Joaquín de Churriguera». enciclopedia.us.es (em espanhol). Enciclopedia Libre Universal en Español. 9 de março de 2009. Consultado em 25 de outubro de 2010